# Espai vectorial normat
A matemàtica un  espai vectorial  es diu que és  normat  si s'hi pot definir una norma vectorial. Podem assenyalar els següents fets que ajuden a comprendre la importància del concepte d'espai normat:
- En un espai euclidià, la norma coincideix precisament amb la longitud del vector.
- Tot espai vectorial normat és un espai mètric amb la distància induïda per la norma.
- Si l'espai vectorial és a més complet es diu que és un espai de Banach.

## Definició
Un espai vectorial V sobre un cos {\displaystyle \mathbb {K} } en el qual es defineix un valor absolut (generalment {\displaystyle \mathbb {R} } o {\displaystyle \mathbb {C} }) es diu que és normat si en ell es pot definir una norma, és a dir, una aplicació {\displaystyle ||.||:V\rightarrow \mathbb {R} }, que verifica:
1. No negativitat. Per a tot {\displaystyle {\vec {x}}} de {\displaystyle \mathbf {V} } la seva norma ha de ser positiva, i serà zero si i només si {\displaystyle {\vec {x}}} és el vector zero: {\displaystyle 0<||{\vec {x}}||} si {\displaystyle {\vec {x}}\neq {\vec {0}}} i {\displaystyle ||{\vec {x}}||=0\Longleftrightarrow {\vec {x}}={\vec {0}}}.
2. Homogeneïtat. Per a tot {\displaystyle {\vec {x}}} de {\displaystyle \mathbf {V} } i per a tot k de {\displaystyle \mathbb {K} } se satisfà que {\displaystyle ||k{\vec {x}}||=|k|} · {\displaystyle ||{\vec {x}}||} on {\displaystyle |.|} és el mòdul o valor absolut.
3. Desigualtat triangular. Per a tots {\displaystyle {\vec {x}}} e {\displaystyle {\vec {y}}} de {\displaystyle \mathbf {V} } es compleix que {\displaystyle ||{\vec {x}}+{\vec {y}}||\leq ||{\vec {x}}||+||{\vec {y}}||}.

Generalment es denotarà a {\displaystyle (V,||.||)} l'espai vectorial normat i quan la norma sigui clara simplement per {\displaystyle V}.

## Exemples

### De dimensió finita
- {\displaystyle \mathbb {R} }
- L'espai euclidià {\displaystyle \mathbb {R} ^{n}}.
- Les matrius quadrades d'ordre n sobre {\displaystyle \mathbb {R} }: {\displaystyle M_{n}\left(\mathbb {R} \right)}

## Distància induïda
En tot espai vectorial normat V es pot definir la distància {\displaystyle d:V\times V\rightarrow \mathbb {R} }:
{\displaystyle d(x,y):=||x-y||\,}
amb la qual (V, d) és un espai mètric.
La distància és invariant per translació : si x, y, z són elements de V :
{\displaystyle d(x+z,y+z)=d(x,y)}

## Espais vectorials normats de dimensió finita
Es compleixen els següents resultats (que generalment no són certes per a espais de dimensió infinita):
- Totes les normes definides en l'espai són equivalents, és a dir, defineixen la mateixa topologia. La convergència o divergència d'una successió no depèn de la norma escollida. El resultat no és cert per a espais de dimensió infinita sent sempre hi ha dues normes que no són equivalents.
- L'espai és complet, és a dir, és un espai de Banach. Com a conseqüència, tot subespai de dimensió finita d'un espai vectorial normat (no necessàriament de dimensió finita) és tancat.
- Teorema de Heine-Borel o  teorema de Borel-Lebesgue. Un subconjunt de l'espai vectorial és compacte si i només si és tancat i acotat.
- Tot funcional lineal és continu (si l'espai vectorial normat té dimensió infinita, hi ha funcionals lineals no continus).
- Un espai vectorial normat és de dimensió finita si i només si la bola unitat és compacta.